# Christopher Stevens (diplomatico)
John Christopher Stevens (Grass Valley, 18 aprile 1960 – Bengasi, 11 settembre 2012) è stato un ambasciatore statunitense.

## Carriera
Studia alla prestigiosa Università della California - Berkeley, e lavora per il Ministero degli esteri americano dal 1991. Durante la guerra civile libica, nel 2011, collabora con il Consiglio nazionale di transizione in qualità di Special Representative. Nel giugno del 2012 diventa ambasciatore statunitense in Libia.
Stevens viene ucciso l'11 settembre 2012, durante un attacco terroristico contro la sede consolare statunitense di Bengasi.

## Filmografia
- 13 Hours: The Secret Soldiers of Benghazi